# 外典
外典（がいてん）またはアポクリファ（Apocrypha）とは、ユダヤ教・キリスト教関係の文書の中で、聖書の正典とされる『旧約聖書』39巻、『新約聖書』27巻以外の文書のことで、旧約外典、新約外典がある。
「Apocrypha（アポクリファ）」とはギリシア語のαπόκρυφος（隠されたもの）に由来する言葉である。対義語は「正典」または「カノン（Canon）」。

## 概念
「外典」とは、聖書におさめる主張もあったが、正典から除外された文書群のことを指している。それに対して同じように使われることがある「偽典」というのは、そもそも聖書として認められたことがない文書のことを指して用いられる。

## ユダヤ教での扱い
ユダヤ教の「正典」（キリスト教徒における旧約聖書）は、エルサレム陥落後の1世紀末に行われたイスラエル南西部のヤブネ（ヤムニア）において開かれたヤムニア会議において確認された。ここにおいてファリサイ派のラビたちによってヘブライ語の正典が確認され、それ以前に成立していたギリシア語の七十人訳聖書におさめられていた文書の一部が正典ではないとみなされて除外された。

## キリスト教での扱い

### 旧約聖書
キリスト教における旧約聖書の正典・外典の位置づけは諸教派により異なっている。宗教改革以前のキリスト教会には、旧約聖書の正典・外典という区別はなかった。伝統的キリスト教会は、ヤムニア会議以前に成立した古代ギリシア語訳の七十人訳聖書、ないしその翻訳を旧約聖書の正典としていた。

#### 正教会
正教会は、ギリシア語の七十人訳聖書に収められている文書の全てをカノン（正典、英語: Biblical Canon）として受け入れ、奉神礼において使用し尊重している。
ただし、定理（教義）確定の主要な出典としては用いていない。

#### カトリック教会
カトリック教会においては、使徒伝承によって教会は聖書正典を識別するとされる。
旧約聖書の正典のリストは、トリエント公会議において確定され、この中にプロテスタントにおいて外典（アポクリファ）と分類されたものも含まれることが確認された。ギリシア語の七十人訳聖書に収められているものが基になっている。カトリック教会は、あくまでそれまで使用していた聖書を正典として確認したものとしており、「外典であったものを正典に付け加えた」とは認識していない。
なお、1987年に日本のカトリック教会と（一部の）プロテスタント諸教会による共同事業により発行された新共同訳聖書では、旧約聖書の外典の一部の文書を「旧約聖書続編」として収録しているが、その「序文」において、これらの文書は初期のキリスト教徒らがギリシア語を用いるユダヤ教徒から聖なる書物として受け継いだとしている。

#### プロテスタント
マルティン・ルターがヘブライ語本文から聖書を訳した際に、ヤムニア会議の定めたテキストと、カトリック教会が使っていたラテン語聖書（ヴルガータ）との異同に気付いた。ルターはこれを外典と位置付けた。
プロテスタントは聖書の内的権威を教会が確認したとする。ヘブライ語聖書正典に外典が付け加えられたのは七十人訳聖書によるが、この時、外典は正典と区別されていた。新約聖書記者も外典からは引用していない。ローマ・カトリックはヴルガータに含まれたものが聖書だと主張したが、宗教改革者はヘブライ語聖書に含まれているもののみが旧約聖書である、と主張した。
プロテスタントの一部の教派からは、ローマ・カトリックはトリエント公会議で旧約聖書と外典の区別を取り除き、それまでキリスト教会は39巻の旧約聖書を正典としていたのに対し、ローマ・カトリックは聖書に裏づけの無い煉獄等の教理を裏付けるために、同公会議で聖書正典に外典を付け足したと解釈される。

### 新約聖書
新約聖書の正典の選択は、古代教会の自己規定の確立と連動するかたちで確定していった。一般に正典の基準として以下の4つの基準がよくあげられる。
1. 使徒に由来するものであること
2. ある地方にとどまらず、広く教会全体で受け入れられていること
3. 典礼において用いられてきたものであること
4. 内容が正統信仰と整合性を保っていること

歴史的には2世紀にマルキオンが独自の視点から旧約聖書を排除し、聖書の「正典」を編纂した。このため、マルキオン派など異端への対抗上、キリスト教正統派における「正典」を決める必要が生じ、教会内での議論を経て、367年にアタナシオスの書簡において、初めて27文書が選択された。この基準は397年のカルタゴ会議において正式に承認されている。
東方教会では10世紀までに事実上正典が確定している。東方教会で最後まで扱いが議論されたのは『ヨハネの黙示録』であったが、西方で支持されたこの文書は最終的に東方でも正典と認められた。西方では、ルターの宗教改革の影響で、16世紀から17世紀にかけて、正典の公式な定義が行われた。カトリック教会では1546年のトリエント公会議において聖書の正典・外典の定義が再確認された。プロテスタント教会でも17世紀の中盤に同じ27文書を正典と認めている。
なお、新約聖書外典の中には、『トマスによる福音書』のように異端であるグノーシス主義の思想が見られるものや、『ヤコブ原福音書』、『トマスによるイエスの幼児物語』など四福音書に書かれていないイエス誕生前のマリアやイエスの幼少時を記していて、カトリックの教説に取り入れられたものもある。
また、新約聖書に入らなかった文書のうち、内容に問題はなく使徒の著作でないことのみが問題とされた使徒の弟子（使徒教父）による文書は使徒教父文書と呼ばれる。

## 一覧

### 旧約外典一覧
- 第三エズラ書
- 第四エズラ書
- トビト記
- ユディト記
- エステル記補遺
- ソロモンの知恵
- シラ書（集会の書、ベン・シラの知恵）
- バルク書
- エレミヤの手紙
- ダニエル書補遺
  - スザンナ
  - ベルと竜
  - アザルヤの祈りと三人の若者の賛歌
- マナセの祈り
- マカバイ記1
- マカバイ記2
- マカバイ記3
- マカバイ記4
- 詩篇151
- ヨブ記補遺
- エノク書

### 新約外典一覧
- パウロ行伝
- ペトロ行伝
- パウロ・テクラ行伝
- ペトロの黙示録
- パウロの黙示録
- ディダケー（十二使徒の教え）
- バルナバの手紙（バルナバ書）
- クレメントのコリントの信徒への手紙
- イエス・キリストとエデッサ王アブガルスの手紙
- 使徒パウロのラオディキアの信徒とセネカへの手紙
- イグナティオスとポリカルポスの手紙
- エジプト人による福音
- ユダヤ人による福音
- ユダによる福音書
- ニコデモによる福音書 （ピラト行伝）
- ペトロによる福音書（ペテロ福音書）
- 救い主による福音
- ヤコブによる原福音 （ヤコブ原福音）
- トマスによるイエスの幼時物語
- トマスによる福音書
- マタイによるイエスの幼時福音
- マルコによるイエスの幼時福音
- アラビア語によるイエスの幼時福音
- マリアによる福音書（マグダラのマリア福音書）
- フィリポによる福音書
- ヘルマスの牧者
- イエス・キリストの叡智
- シビュラの託宣[10]